# Rosalia (Washington)
Rosalia je gradić u američkoj saveznoj državi Washington. Prema popisu stanovništva iz 2010. u njemu je živjelo 550 stanovnika.